# Hans Christian Engelsen
Hans Christian Engelsen (født 12. januar 1844 - død 11. august 1914) var en dansk bog- og papirhandler og virksomhedsgrundlægger. Han er kendt for at medstifte boghandlen Engelsen & Schrøder, der havde hovedfilial på Frederiksberggade 15, også kendt som Strøget.
Han var gift med Andrea Mathilde Schrøder, der var søster til den anden medstifter af boghandlen, Carl Schrøder.

## Privatliv
Engelsen fik 7 børn med hustruen Andrea Mathilde. Den første fødte, Christine Caroline, fik de den 6. juli 1868. Hun giftede sig med Niels Otto Christensen, Grosserer i København. De resterende 6 børn blev født mellem 1868 og 1876.
Hans førstefødte søn, Hans Christian Engelsen, blev født den 6. maj 1871. Han tog uddannelse som cand.theol. og blev skolebestyrer ved "Birkerød Kostskole". Han købte skole og blev eneejer.
Hans anden søn, Karl Engelsen, tog uddannelse (Cand.phil.) og blev ansat i forretningen. Han blev giftede sig med Anna Elisabeth Schultz, datter af Boghandler Magnus Andreas Schultz og hustru Stine Neergaard. Han blev senere i livet dekoreret med Dannebrogordenen.

## Stiftelsen af Engelsen & Schrøder
Engelsen mødte for første gang Schrøder i starten af 1860'erne. Schrøder havde lejet et værelse til gården på St. Købmagersgade. Han var ifølge Engelsen ikke frisk, hvilket var skyldt dårlig hygiejne og uregelmæssig livsførelse. Schrøder var ikke vant til besøg og blev glædet ved synet af Engelsen, og fortalte ham at han skulle fortsætte sine visit, hvilket han gjorde.
En dag i sommeren 1863 fandt Engelsen en mønt. Den gav han til sin ven Carl Schrøder indsvøbt i et stykke papir. På papiret var nedskrevet nogle rimlinjer. Der stod, at på denne skilling skulle de bygge et kompagniskab og etablere sig sammen. Der blev ikke talt videre derom straks, men frøet var lagt.
På dette tidspunkt var Engelsen i lære hos Chr. Steen. En læreplads som Etatsråd Puggaard havde skaffet ham. Han meddelte dog at han ville opsige sin stilling som assisten for at etablere sig, hvilket gjorde Puggaard yderst oprørt. Men Engelsen havde givet Schrøder sit løfte, og derfor grundlagt de den 4. maj 1864 "Engelsen & Schrøder".

## Dagbogen
Dagbogen, som ses på billedet til venstre, er værket som har givet alle historierne om hvem H. C. Engelsen var som person og forretningsmand. Det var sønnen, Hans Christian, som fandt dagbogen. Den var låst inde på Engelsens kontor hele 50 år efter hans død.
Bogen blev fundet i dens originale form i 1965. Engelsen havde ytret overfor sønnen, Hans Christian, at han ønskede at børnene skulle fortsætte optegnelserne i dagbogen. Det skete først 50 år efter hans død i 1914. Dagbogen blev udgivet i året 1967.

## Familiegravstedet
Tæt på H. C. Engelsens død byggede han et kolombarium på Frederiksberg Ældre Kirkegård. Det stod færdigt i 1908 i kirkegårdens 2. afdeling. I dag udgør de plads 122 og 120, på begge side af kirkegårdsstien. Som tiden er gået er flere fra familien blevet begravet på gravstedet. De forskellige grene, såsom Schultz, Spannow og Gerstoft ligger i dag begravet på stedet. 
Det er indtil videre ukendt hvem der ligger begravet i mausoleumsbygningen, men gravstenen står åbent for offentligheden overfor mausoleet. 

## Familielegatet
Hans Christian Engelsen oprettede et familielegat for efterkommere af familien. Legatet ved navn, H. C. Engelsen og hustru Andrea Mathilde samt Svoger C. F. Schrøders Familielegat, blev derved oprettet. 
Meningen med legatet var at støtte familien økonomisk. Familiegravstedet blev også betalt af familielegatet. Efterkommere af familien kunne se frem til hjælp til konfirmations- og brudeudstyr, skolehjælp, særlig uddannelse, til at komme i selvstændig stilling, understøttelse i sygdomstilfælde, betaling af husleje, indkøb af brændsel m.m.